# 1937 en sport

Cet article présente les faits marquants de l'année 1937 en sport.

## Automobile
- Le Français René Le Bègue remporte le Rallye automobile Monte-Carlo sur une Delahaye.
- 24 heures du Mans : Bugatti gagne les 24H avec les pilotes Jean-Pierre Wimille et Robert Benoist.
- Le pilote allemand Rudolf Caracciola est champion d'Europe des pilotes de "Formule".

## Baseball
- Les Yankees de New York remportent les World Series face aux Giants de New York.

## Basket-ball
- Le CA Mulhouse champion de France.

## Boxe
- Joe Louis devient champion du monde des poids lourds en boxe, le 22 juin 1937 à Chicago. Il entame un règne de 11 ans comme champion mondial des poids lourds en battant :
  - le 22 juin, James J. Braddock par K.O. en 8 rounds à Chicago.
  - le 30 août, Tommy Farr aux points en 15 rounds à New York.

## Cyclisme
- L’Italien Jules Rossi s’impose sur le Paris-Roubaix.
- 30 juin - 25 juillet, Tour de France : le Français Roger Lapébie s’impose devant l’Italien Mario Vicini et le Suisse Léo Amberg.
  - Article détaillé : Tour de France 1937
- Le Belge Éloi Meulenberg s’impose sur le Championnat du monde sur route de course en ligne.

## Football
- Manchester City est champion d’Angleterre.
- Rangers sont champions d’Écosse.
- 24 avril : Celtic remporte la Coupe d’Écosse face à Aberdeen FC, 2-1.
- 1er mai : Sunderland AFC remporte la Coupe d’Angleterre en s’imposant en finale face à Preston North End FC, 3-1.
- 2 mai : Bologne FC 1909 champion d’Italie.
- 9 mai : Le FC Sochaux remporte la Coupe de France face au RC Strasbourg, 2-1.
- 20 mai : l’Olympique de Marseille est champion de France.
  - Article détaillé : Championnat de France de football D1 1936-1937
- 30 mai : Admira est champion d'Autriche.
- Schalke 04 est champion d’Allemagne.
- Daring est champion de Belgique.
- Ajax Amsterdam est champion des Pays-Bas.
- Grasshopper-Club Zurich est champion de Suisse.
- 16 septembre : première retransmission d'un match de football à la télévision britannique : la BBC diffuse un match d'entraînement entre Arsenal et sa réserve. Arsenal est choisi en raison de la proximité avec les studios de télévision du Alexandra Palace.
- 8 décembre : CA River Plate est champion d'Argentine.
  - Article détaillé : 1937 en football

## Football américain
- 12 décembre : Washington Redskins champion de la National Football League. Article détaillé : Saison NFL 1937.

## Football canadien
- Coupe Grey : Toronto Argonauts 4, Winnipeg Blue Bombers 3.

## Golf
- Le Britannique Henry Cotton remporte le British Open.
- L’Américain Ralph Guldahl remporte l’US Open.
- L’Américain Densmore Shute remporte le tournoi de l’USPGA.
- L’Américain Byron Nelson remporte le tournoi des Masters.

## Hockey sur glace
- Les Red Wings de Détroit remportent la Coupe Stanley 1937.
- Coupe Magnus : les Français Volants de Paris sont champion de France.
- HC Davos champion de Suisse.
- Le Canada remporte le championnat du monde.
- Les Stars de Syracuse remportent la première Coupe Calder de l'histoire de la Ligue américaine de hockey.
- Fondation du HC Ambri-Piotta.
- Création du Gap Hockey Club, club français de Hockey sur glace.

## Joute nautique
- Vincent Cianni remporte le Grand Prix de la Saint-Louis à Sète.

## Moto
- Bol d'or : le Français Tabard gagne sur une Norton.

## Omnisports
- 8 mai : création du 1er club sportif omnisports marocain, Wydad Athletic Club, fondé uniquement par des marocains mené à leurs têtes par feu haj Mohamed Benjelloun Touimi.

## Rugby à XIII
- 9 mai : à Talence, Villeneuve-sur-Lot remporte la Coupe de France face au XIII Catalan 12-6.
- 16 mai : à Talence, Bordeaux remporte le Championnat de France face au XIII Catalan 23-10.

## Rugby à XV
- L’Angleterre remporte le Tournoi.
- 2 mai : le CS Vienne est champion de France en s'imposant en finale face à l'AS Montferrand 13-7.
- Le Gloucestershire champion d’Angleterre des comtés.

## Tennis
- Tournoi de Roland-Garros :
  - L’Allemand Henner Henkel s’impose en simple hommes.
  - L’Allemande Hilde Sperling s’impose en simple femmes.
- Tournoi de Wimbledon :
  - L’Américain Donald Budge s’impose en simple hommes.
  - La Britannique Dorothy Round s’impose en simple femmes.
- championnat des États-Unis :
  - L’Américain Donald Budge s’impose en simple hommes.
  - L’Américaine Anita Lizana s’impose en simple femmes.
- Coupe Davis : l'équipe des É.-U. bat celle de Grande-Bretagne : 4 - 1.

## Water-polo
- 13 juin : au complexe vélodrome à Casablanca, le Wydad Athletic Club (water-polo) sacré vainqueur de la Coupe de la Ligue du Chaouïa en terminant leader du classement après ses victoires devant l'ASPTT Casablanca et le SCC Roches Noires. Il s'agit du 1er titre remporté par le nouveau club qui a vu le jour juste 36 jours avant.

- 1 août : le Wydad Athletic Club (water-polo) remporte le Championnat de la Ligue du Chaouïa en battant l'AS Settat, 3-1.

- 5 septembre : au complexe sportif à Meknès, le Wydad Athletic Club (water-polo) remporte le titre du Championnat du Maroc - Deuxième Série, dès sa première saison, en battant l'US Fès, 5-1, en demi-finales et l'AS Settat sur le score de 5-4 en match finale.

## Naissances
- 5 février :
  - Gaston Roelants, athlète belge
  - Gyula Zsivótzky, athlète hongrois, spécialiste du lancer du marteau, champion olympique à Mexico (1968) († 29 septembre 2007).
- 6 février : Guy Boniface, joueur de rugby français († 1er janvier 1968)
- 9 février :
  - Tony Maggs, pilote automobile sud-africain ayant disputé 26 Grands Prix de Formule 1 entre 1961 et 1965.
  - Clete Boyer, joueur de baseball américain. Vedette des New York Yankees dans les années 1960. († 4 juin 2007).
- 12 février : Charles Dumas, athlète américain
- 21 février : Ron Clarke, athlète australien, pratiquant le fond et demi-fond († 17 juin 2015).
- 22 mars : Armin Hary, athlète allemand
- 23 avril : Don Massengale, golfeur américain († 2 janvier 2007).
- 26 avril : Jean-Pierre Beltoise, pilote automobile français († 5 janvier 2015).
- 3 mai : Claude Bourquard, escrimeur français.
- 2 juin : Robert Paul, patineur artistique canadien.
- 3 juin : Jean-Pierre Jaussaud, pilote automobile français.
- 2 juillet : Richard Petty, pilote automobile américain de NASCAR.
- 2 août : Dave Balon, joueur canadien de hockey sur glace, vainqueur de deux Coupe Stanley dans les années 1960 († 29 mai 2007).
- 5 août : Herb Brooks, joueur, puis entraîneur américain de hockey sur glace († 11 août 2003).
- 30 août : Bruce McLaren, pilote automobile néo-zélandais, qui disputa 98 Grands Prix de Formule 1 de 1958 à 1970 († 2 juin 1970).
- 4 septembre : Dawn Fraser, nageuse australienne.
- 11 octobre : Bobby Charlton, footballeur anglais.
- 12 octobre : Paul Hawkins, pilote de course automobile australien († 26 mai 1969).
- 11 novembre : Vittorio Brambilla, pilote automobile italien de Formule 1 († 26 mai 2001).
- 26 novembre : Léo Lacroix, skieur alpin français.
- 30 novembre : 
  - Tom Simpson, coureur cycliste britannique († 13 juillet 1967).
  - Ben Assou El Ghazi, coureur de fond marocain.
- 30 décembre : Gordon Banks, footballeur anglais († 12 février 2019).

## Décès
- 29 avril : Sam Sandi, lutteur professionnel polonais, d'origine camerounaise (° 1885).
- 19 juin : Willy den Turk, nageuse néerlandaise (° 3 avril 1908).
- 29 septembre : Raymond Clarence Ewry (Ray Ewry), athlète américain. (° 14 octobre 1873).